# گورستان جنتر بور ۲
قبرستان جنتر بور ۲ مربوط به سده‌های متاخر دوران‌های تاریخی پس از اسلام است و در شهرستان سرباز، بخش مرکزی، دهستان مورتان، کیلومتری شرق شهر مورتان به سمت هنگ، سمت جنوب جاده واقع شده و این اثر در تاریخ ۲۷ اسفند ۱۳۸۷ با شمارهٔ ثبت ۲۶۴۹۰ به‌عنوان یکی از آثار ملی ایران به ثبت رسیده است.